# Echinodontiaceae
Echinodontiaceae is een botanische naam, voor een familie van schimmels. Volgens de Index Fungorum bestaat de familie uit de volgende
twee geslachten: Echinodontium en Laurilia.